# Srebrzanka
Srebrzanka (biał. Сярэбранка, Siarebrianka; ros. Серебрянка, Sieriebranka) – wieś na Białorusi, w obwodzie mińskim, w rejonie mołodeczańskim, w sielsowiecie Radoszkowice.